# Kjell Kilander
Kjell Olof Kilander, född 7 maj 1931 i Sundsvall, död 1 april 1997 i Sollentuna, var en svensk skogsvetenskaplig forskare. Han var son till Einar Kilander.
Kilander disputerade 1961 vid Skogshögskolan och blev skoglig doktor. Han var avdelningschef vid forskningstiftelsen SDA från 1957 och blev 1964 forskningschef vid stiftelsen Skogsarbeten. Åren 1968-1978 var han verkställande direktör för Sveriges skogsägareföreningars riksförbund. Han var från 1983 adjungerad professor i skogsekonomi. Han invaldes 1972 som ledamot av Skogs- och Lantbruksakademien och Ingenjörsvetenskapsakademien.

### Fotnoter
1. ↑  
Kilander, Kjell (1961). Variationer i tidsåtgång vid huggning av obarkat virke inom Norrland och Dalarna: Time consumption variations for felling of unbarked timber in northern Sweden. Meddelande / Forskningsstiftelsen SDA, 99-0832177-3 ; 71. Stockholm. Libris 1602784